# Astragalus ensifer
Astragalus ensifer är en ärtväxtart som beskrevs av Nábelek. Astragalus ensifer ingår i släktet vedlar, och familjen ärtväxter. Inga underarter finns listade i Catalogue of Life.